# 伊莉莎白·庫利奇科娃
伊丽莎白·德米特里耶芙娜·库利奇科娃（英語：Елизавета Дмитриевна Куличкова，1996年4月12日—）是俄羅斯职业网球女运动员，2014年轉職業。她的WTA生涯最高單打排名為第87（2016年2月22日）。

## 外部連結
- 伊莉莎白·庫利奇科娃的国际女子网球协会官方資料（英文）
- 伊莉莎白·庫利奇科娃的國際網球總會 職業／青少年 官方資料（英文）
- Fed Cup - Player profile - Elizaveta Kulichkova (RUS) （页面存档备份，存于）